# پیتر کویینتون
پیتر کویینتون (انگلیسی: Pieter Quinton؛ زادهٔ ۱۱ فوریهٔ ۱۹۹۸) قایقران روئینگ اهل ایالات متحده آمریکا است.